# Rugby-Union-Nationalmannschaft der DDR
Die Rugby-Union-Nationalmannschaft der DDR war die Auswahlmannschaft des Deutschen Rugby-Sportverbandes der DDR und trat zwischen 1951 und 1990 gegen Mannschaften anderer nationaler Verbände zu Länderspielen an.

## Geschichte
Das erste offizielle Länderspiel der Nationalmannschaft fand am 1. Juli 1951 in Bukarest gegen die Auswahl Rumäniens statt. Rumänien konnte das Spiel deutlich mit 64:26 für sich entscheiden. Den ersten Sieg errang die DDR genau sieben Jahre später in ihrem sechsten Länderspiel am 1. Juli 1958 in Ostende gegen die Niederlande. Drei Monate später, am 12. Oktober 1958 fand in Brandenburg an der Havel auf dem Werner-Seelenbinder-Sportplatz vor mehr als 3000 Zuschauern ein Heimspiel gegen Rumänien statt, welches 5:5 endete. Dies war das einzige Unentschieden in der Länderspielgeschichte gegen eine rumänische Auswahl. Den höchsten Sieg ihrer Länderspielgeschichte erzielte die Auswahl der DDR am 16. August 1964 gegen die Mannschaft Schwedens, als man in Malmö 28:0 gewann. Die höchste Niederlage war ein Spiel gegen Polen am 12. Oktober 1975 in Piła, das die DDR 0:73 verlor.
Der größte Teil der Spieler in der Geschichte wurde vom Rekordmeister BSG Stahl Hennigsdorf gestellt. In den Jahrzehnten ihres Bestehens trat die Auswahl meist gegen die Teams Rumäniens, Polens, der Tschechoslowakei und Bulgariens an. Länderspiele gegen Mannschaften westlicher Staaten waren die Ausnahme. Positive Länderspielbilanzen wies die DDR gegen die Teams Schwedens, Dänemarks und Ungarns auf. Die DDR nahm, obwohl der Deutsche Rugby-Sport-Verband seit 1956 Mitglied war, weder am Europacup noch an den Europameisterschaften des europäischen Verbandes FIRA-AER teil. Jedoch beteiligte sie sich wiederholt an internationalen Turnieren. Letztes Länderspiel der Nationalmannschaft war eine 9:17-Niederlage am 15. September 1990 gegen die Mannschaft Luxemburgs in Luxemburg. Mit dem Ende der DDR wurde die Nationalmannschaft aufgelöst.

## Statistik
Die einzelnen Spiele der Nationalmannschaft sind in der Liste der Länderspiele der Rugby-Union-Nationalmannschaft der DDR aufgeführt. Bei mehreren Turnieren nahmen neben A-Nationalmannschaften B- oder U23-Teams anderer Nationalverbände teil. Spiele gegen solche Mannschaften wurden in die Statistiken nicht aufgenommen.
| Land             | Erstes Spiel  | Gesamt | Gewonnen | Unentsch. | Verloren |
| ---------------- | ------------- | ------ | -------- | --------- | -------- |
| Rumänien         | 1951          | 13     | 0        | 1         | 12       |
| Tschechoslowakei | 1954          | 14     | 1        | 0         | 13       |
| Niederlande      | 1958          | 1      | 1        | 0         | 0        |
| Polen            | 1958          | 21     | 4        | 1         | 16       |
| Bulgarien        | 1963          | 22     | 10       | 0         | 12       |
| Schweden         | 1964          | 3      | 3        | 0         | 0        |
| Dänemark         | 1964          | 2      | 2        | 0         | 0        |
| Sowjetunion      | 1977          | 3      | 0        | 0         | 3        |
| Ungarn           | 1990          | 1      | 1        | 0         | 0        |
| Luxemburg        | 1990          | 1      | 0        | 0         | 1        |
| Gesamt-Bilanz    | Gesamt-Bilanz | 81     | 22       | 2         | 57       |

## Spieler und Trainer

### Die Nationaltrainer
Erster und über zwei Jahrzehnte Trainer der Nationalmannschaft war der Hennigsdorfer Erfolgscoach und ehemalige deutsche Nationalspieler Erwin Thiesies. Er trainierte die Mannschaft von 1951 bis 1972. Sein Nachfolger war bis 1983 der spätere Sportdozent der Universität Potsdam Detlef Krüger. Rekordnationalspieler Gerhard Schubert übernahm die Mannschaft 1983 und trainierte sie für zwei Jahre bis 1985. Er wurde von Rüdiger Tanke abgelöst. 1990 war Peter Gellert letzter Trainer der Nationalmannschaft.
- Erwin Thiesies 1951 bis 1972
- Detlef Krüger 1972 bis 1983
- Gerhard Schubert 1983 bis 1985
- Rüdiger Tanke 1985 bis 1990
- Peter Gellert 1990

### Nationalspieler
Im Laufe der Jahrzehnte wurden 239 Spieler in der Nationalmannschaft eingesetzt. Mit großem Abstand kamen die meisten Spieler vom Rekordmeister BSG Stahl Hennigsdorf (104). 31 Spieler kamen von der BSG Lokomotive Wahren-Leipzig, 27 von der SG Dynamo Potsdam, 25 von der HSG DHfK Leipzig, 15 vom ASK Vorwärts Berlin und 13 von der BSG Post Berlin. Weitere Vereine, die Spieler abstellten, waren: BSG Stahl Brandenburg (6), BSG Lokomotive Falkensee (5), BSG Chemie Leipzig (5), BSG Empor Velten (4), BSG Lokomotive Berlin bzw. BSG Lokomotive Berlin Mitte (4), BSG Lokomotive Oranienburg (3), BSG Lokomotive Dessau (1), BSG Rotation Leipzig-Süd (1), BSG Lokomotive Leipzig-Ost (1) und BSG Grün-Weiß Birkenwerder (1). Sieben Nationalspieler spielten im Laufe ihrer Nationalmannschaftskarriere für zwei verschiedene Vereine. Von der BSG Stahl Leegebruch, einem Spitzenteam der zweiten Hälfte der 1960er und ersten Hälfte der 1970er Jahre und Meister 1972, wurde nicht ein einziger Spieler in die Nationalmannschaft berufen.
- Gerhard Schubert (DHfK Leipzig und Lok Wahren-Leipzig) – 41 Länderspiele (Rekord)
- Ralf Stieg (Stahl Hennigsdorf) – 41 Länderspiele (Rekord)
- Helmut Busse (Stahl Brandenburg) – 34 Länderspiele
- Torsten Busse (Stahl Brandenburg) – 22 Länderspiele
- Wolfgang Götsch (Stahl Hennigsdorf) – 20 Länderspiele
- Frank Pilger (Dynamo Potsdam) – 13 Länderspiele
- Silvio Wicht (Stahl Brandenburg) – 4 Länderspiele
- Detlef Krüger (Dynamo Potsdam) – 1 Länderspiel
- Jens Riechers (Dynamo Potsdam) – 1 bzw. 2 Länderspiele